# Hopin
Hopin je mesto v Kačinski državi, ki se nahaja v severnem delu Mjanmara (Burme).